# Hannes Alfvén
Hannes Olof Gösta Alfvén (Norrköping, 30 de maio de 1908 — Djursholm, 2 de abril de 1995) foi um físico sueco.

## Carreira
Ele descreveu a classe de ondas MHD agora conhecidas como ondas Alfvén. Ele foi originalmente treinado como engenheiro de energia elétrica e mais tarde mudou-se para pesquisa e ensino nas áreas de física de plasma e engenharia elétrica. Alfvén fez muitas contribuições para a física do plasma, incluindo teorias que descrevem o comportamento das auroras, os cinturões de radiação de Van Allen, o efeito das tempestades magnéticas no campo magnético da Terra, a magnetosfera terrestre e a dinâmica dos plasmas na Via Láctea.
Foi laureado com o Nobel de Física de 1970, por trabalhos fundamentais e descobertas na magnetoidrodinâmica e suas várias aplicações na física de plasma.
O asteroide 1778 Alfven foi assim nomeado em sua homenagem.